# Neonauclea clemensiae
Neonauclea clemensiae är en måreväxtart som beskrevs av Elmer Drew Merrill och Lily May Perry. Neonauclea clemensiae ingår i släktet Neonauclea och familjen måreväxter.
Artens utbredningsområde är Papua Nya Guinea. Inga underarter finns listade i Catalogue of Life.